# جلایریان

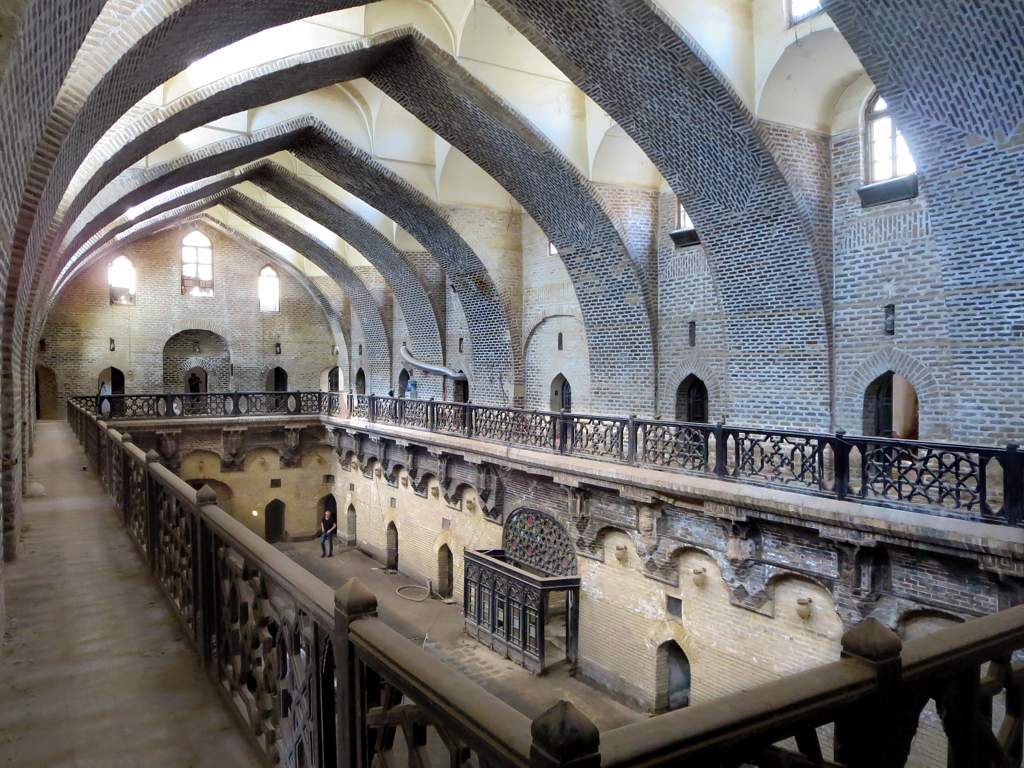
بنای خان مرجان، بغداد، هنر دوره جلایریان

آل‌جلایر، جلایریان، سلسلهٔ ایلکا یا ایلکانیان دودمانی پارسی‌مآب و مغول‌نژاد بودند که از ۷۳۶ قمری (۱۳۳۵ میلادی) تا ۸۳۵ قمری (۱۴۳۲ میلادی) بر بخش‌هایی از ایران و عراق امروزی (عراق عرب و عراق عجم) تسلط داشتند. جلایریان عمدتاً ترکیزه یا حداقل تُرک‌زبان شده بودند و عناصر تُرکی را در عراقِ عرب با بنیادی محکم ترسیم نمودند، بنابراین زبان ترکی به زبان رایج پس از زبان عربی تبدیل شد.

## پیدایش

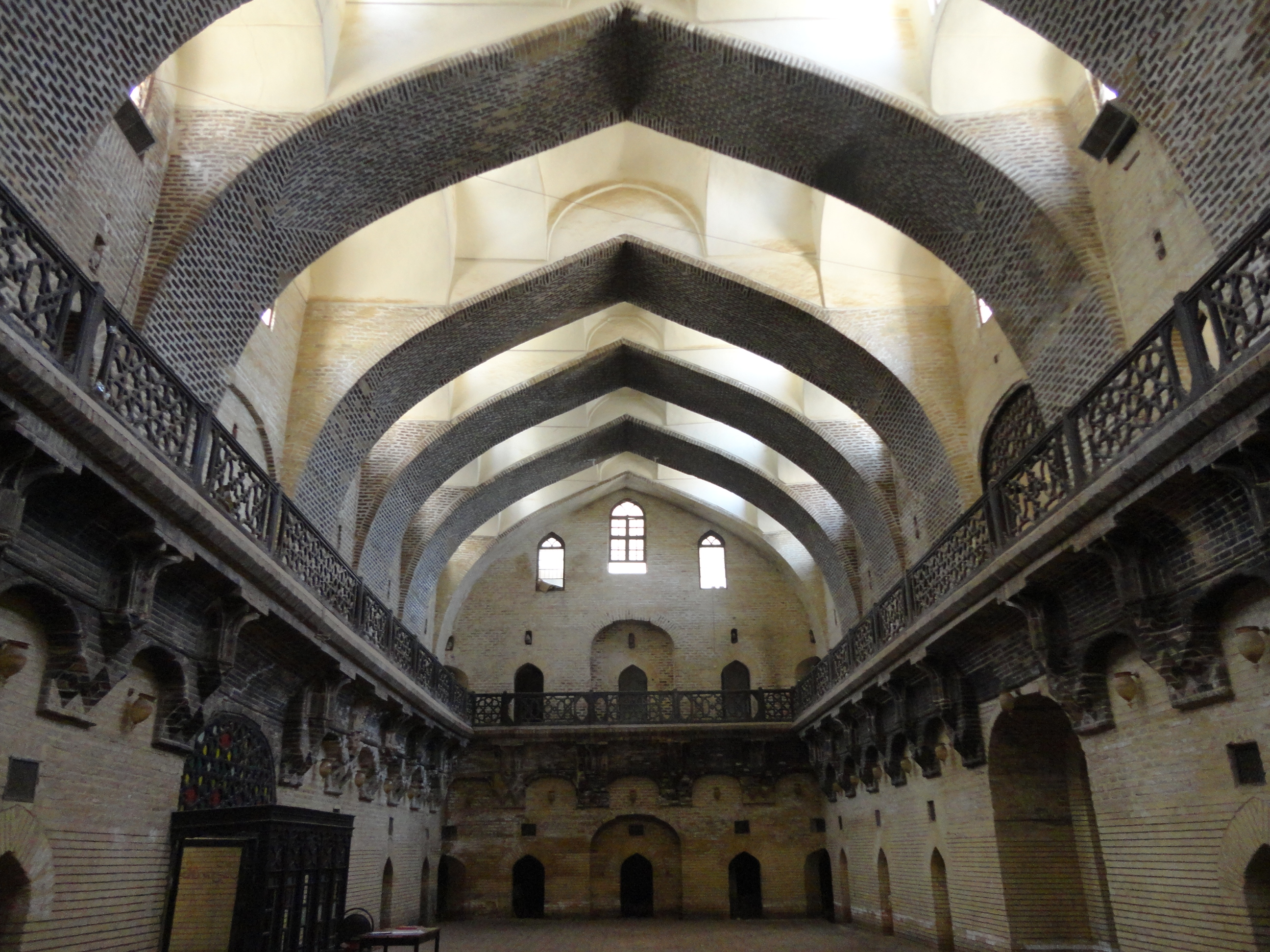
بنای خان مرجان، بغداد، هنر دوره جلایریان

پس از مرگ ایلخان ابوسعید بهادرخان که به انقراض سلسله هولاکویی انجامید، شماری از شاهزادگان و مدعیان دیگر مغول درصدد تسلط بر امپراتوری ایلخانی یا بخش‌هایی از آن برآمدند و پیامد آن کشمکش‌های پیوسته برای کسب قدرت بود که پاره‌ای از آن به گونه حاکمیت آل جلایر (یا جلایریان) چهره نمود که قلمروشان به موازات بین‌النهرین، آذربایجان و بعدها شروان دامن گسترانیده بود. این سلسله با قدرت‌یابی شیخ حسن بزرگ در بغداد به سال ۷۴۰ق/۱۳۴۰م آغاز شد. دوره اوج حکمرانی آل جلایر مقارن است با دوران حکومت شیخ اویس و با مرگش دوره زوال این سلسله آغاز می‌شود که مقارن است با حملات تیمور به ایران و بین‌النهرین و اوج‌گیری ترکمانان قراقویونلو.

## تبارشناسی

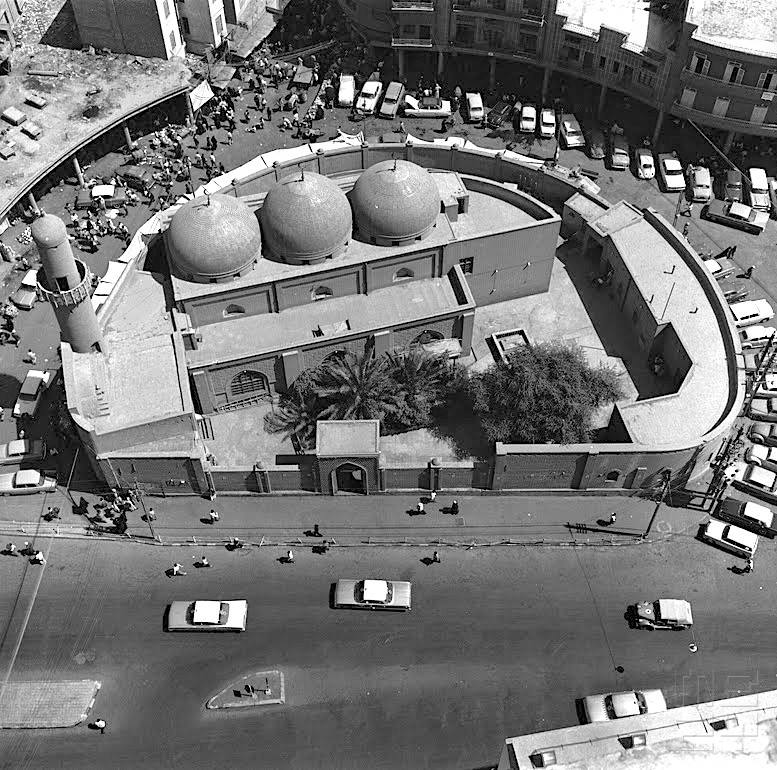
مسجد خان مرجان، بغداد، هنر دوره جلایریان

واژه «جلایر» از نام یکی از قبیله‌های بزرگ و مهم مغول ریشه گرفته‌است. اغلب سلسله ایلکا یا ایلکانیان نیز نامیده می‌شود. نام ایلکا از ایلقه نویان (یعنی امیر ایلقه) پدر جد شیخ حسن گرفته شده‌است که در مقام یکی از فرماندهان هولاکو سهم عمده‌ای در فتح آسیای مرکزی و شامات به دست مغولان داشت. فرزندان او نیز در اشرافیت نظامی امپراتوری ایلخانی مقام والایی یافتند و چند تن از آنان توانستند دخترانی از خاندان هولاکو را به نکاح خود درآورند. از آن میان حسین نوه ایلقه با دختر ایلخان ارغون به نام اولجتای ازدواج کرد و شیخ حسن بزرگ مؤسس آل جلایر فرزند این دو بود.

## تاریخچه

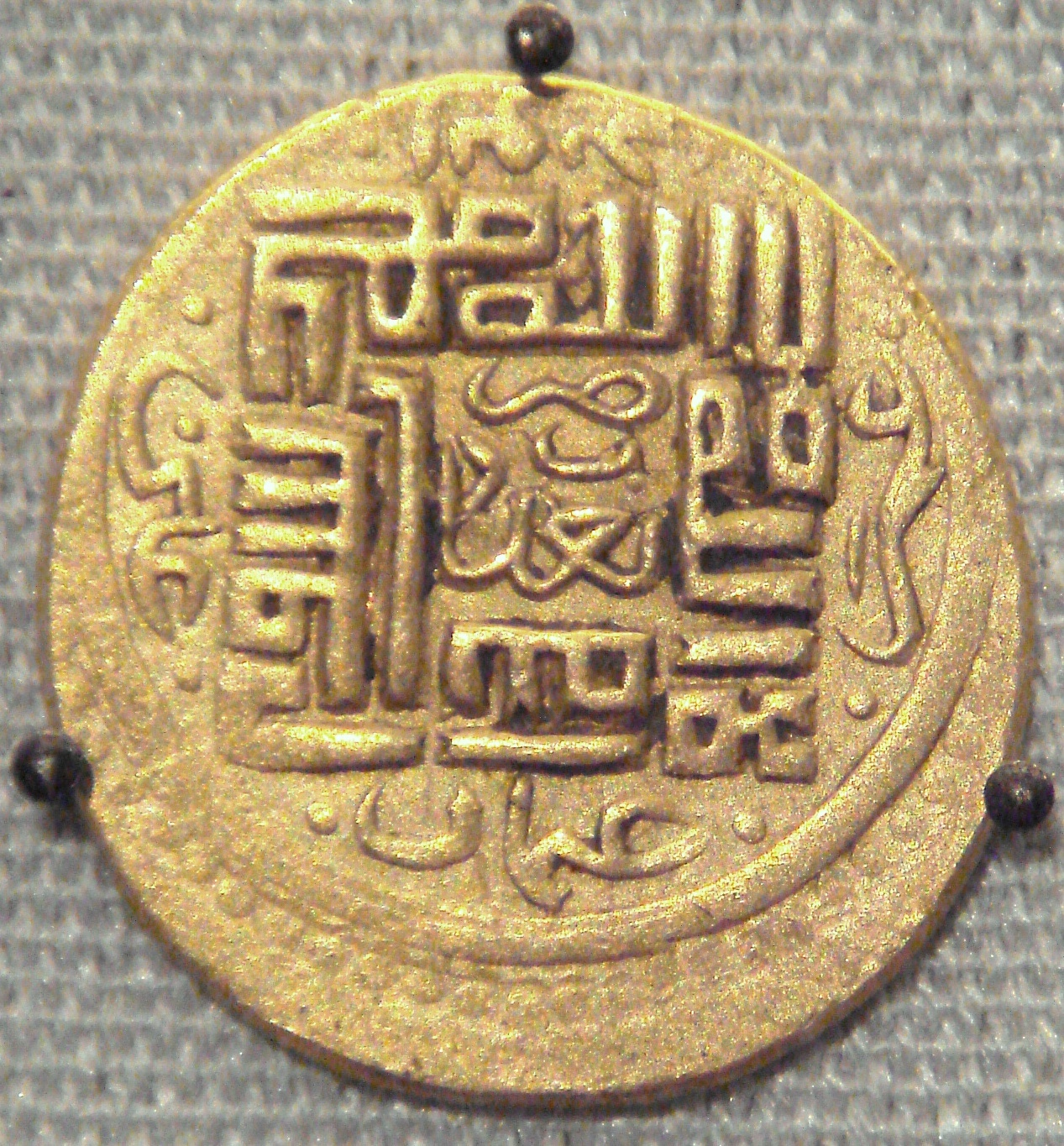
سکه دوره جلایریان، بغداد، ۱۳۸۲–۱۳۸۷ میلادی

شیخ حسن بزرگ که در زمان ابوسعید به بالاترین منصب یعنی اولوس بیک و نایب مناب دست یافت در کشمکش‌های پی در پی قدرت در اواخر حکومت مغولان شخصیت تأثیرگذاری از خود نشان داد. ظاهراً هدف وی بیشتر بازسازی امپراتوری ایلخانی بوده تا براندازی آن. گفته شده که وی هرگز لقبی به غیر از اولوس بیک به خود نبست و چند تن از از خانان چنگیزی را نیز به رسمیت شناخت. فرزندش سلطان اویس که پس از وی به قدرت رسید، اولین کسی است که لقب سلطان بر خود نهاد. وی آذربایجان را متصرف شد. در کشمکشهای قدرت طلبی آل مظفر به نفع شاه محمود دخالت کرد و در نبرد موش قراقویونلوها را در هم شکست. پس از مرگ سلطان اویس دوران زوال آل جلایر آغاز شد. پسرش حسین، تبریز را به شاه شجاع از آل مظفر واگذار کرد، هر چند به زودی دوباره آن را تصرف کرد. وی در رویارویی با ترکمانان قراقویونلو موفق بود اما با سرکشی برادرانش شیخ علی، احمد و بایزید مواجه شد. در صفر ۷۸۴/ آوریل ۱۳۸۲ سلطان احمد تبریز را تصرف و سلطان حسین را به قتل رسانید. پس از آن شیخ علی در بغداد و بایزید در سلطانیه قد علم کردند. سلطان احمد برای سرکوب شیخ علی از دشمن بزرگ خاندانش یعنی قراقویونلوها کمک طلبید. سپس پیمانی بین دو برادر منعقد شد و آذربایجان، مغان و آران به سلطان احمد و عراق عجم به سلطان بایزید واگذار شد. همچنین مقرر شد که عراق عرب بین دو برادر تقسیم شود. این پیمان اما دوامی نداشت و احمد به زودی بغداد و بعدها سلطانیه را تصرف کرد. این زمان مصادف بود با آغاز حملات تیمور به ایران. تیمور به سال ۱۳۸۵ سلطانیه و در سال ۱۳۹۳ پس از شکست دادن آل مظفر بغداد را متصرف شد. سلطان احمد توانست بگریزد و کمی بعد دوباره به بغداد بازگشت و حکومتش را از سرگرفت. اما وقت موج سوم حملات تیمور آغاز شد، سلطان احمد را یارای مقاومت نبود. لاجرم بغداد در ۲۷ ذوالقعده ۸۰۳/ ۹ ژوئیه ۱۴۰۱ با یورش وحشتناکی تصرف شد، تیمور دستور قتل‌عام بیرحمانه مردم شهر را صادر کرد. سلطان احمد به ممالیک پناه برد و مدتی به همراه قرایوسف قراقویونلو در قلعه‌ای محبوس بود. پس از آزادی قرایوسف به تبریز رفت و سلطان احمد به بغداد برگشت تا اینکه قرایوسف وی را در جنگی شکست داد، اسیرش ساخت و سپس گردنش را زد. کمی بعد قراقویونلوها شاه ولد را شکست داده و بغداد را متصرف شدند. دیگر سلاطین آل جلایر به سلطنت خود در شوشتر و سپس حله ادامه دادند. آخرین سلطان جلایری، سلطان حسین دوم بود که پس از سقوط حله به دست قراقویونلوها کشته شد (۳ ربیع‌الاول ۸۳۵ ق/۹ نوامبر ۱۴۳۱م).

## فرهنگ و هنر جلایری

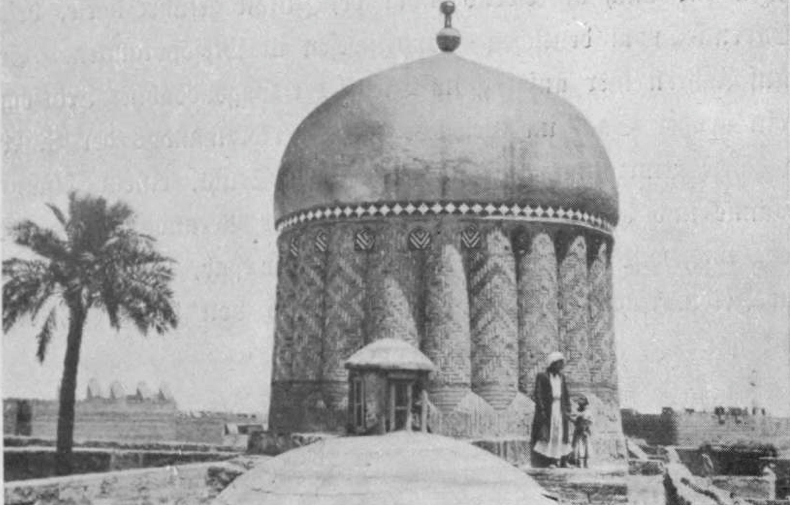
مقبره امین‌الدین مرجان قبل از تخریب در سال ۱۹۴۶. عکس مربوط به سال ۱۹۱۸

در این دوره هنر نگارگری ایران از اهمیت والایی برخوردار شد. فعالیت‌های هنری آنان در تبریز و به ویژه در بغداد متمرکز بود یعنی جایی که نمونه‌های برجسته‌ای از معماری آنان حفظ شده‌است. از شاعران برجسته این دوره سلمان ساوجی و عبید زاکانی و حافظ شیرازی در شیراز است. گفته شده که شیخ اویس نقاش زبردستی بوده و سلطان احمد نیز گویا در موسیقی و نقاشی دستی داشته‌است. عمارت دولتخانه تبریز از آثار به جای مانده از این دوره است که در زمان شیخ اویس بنا شده‌است.

## زبان و مذهب

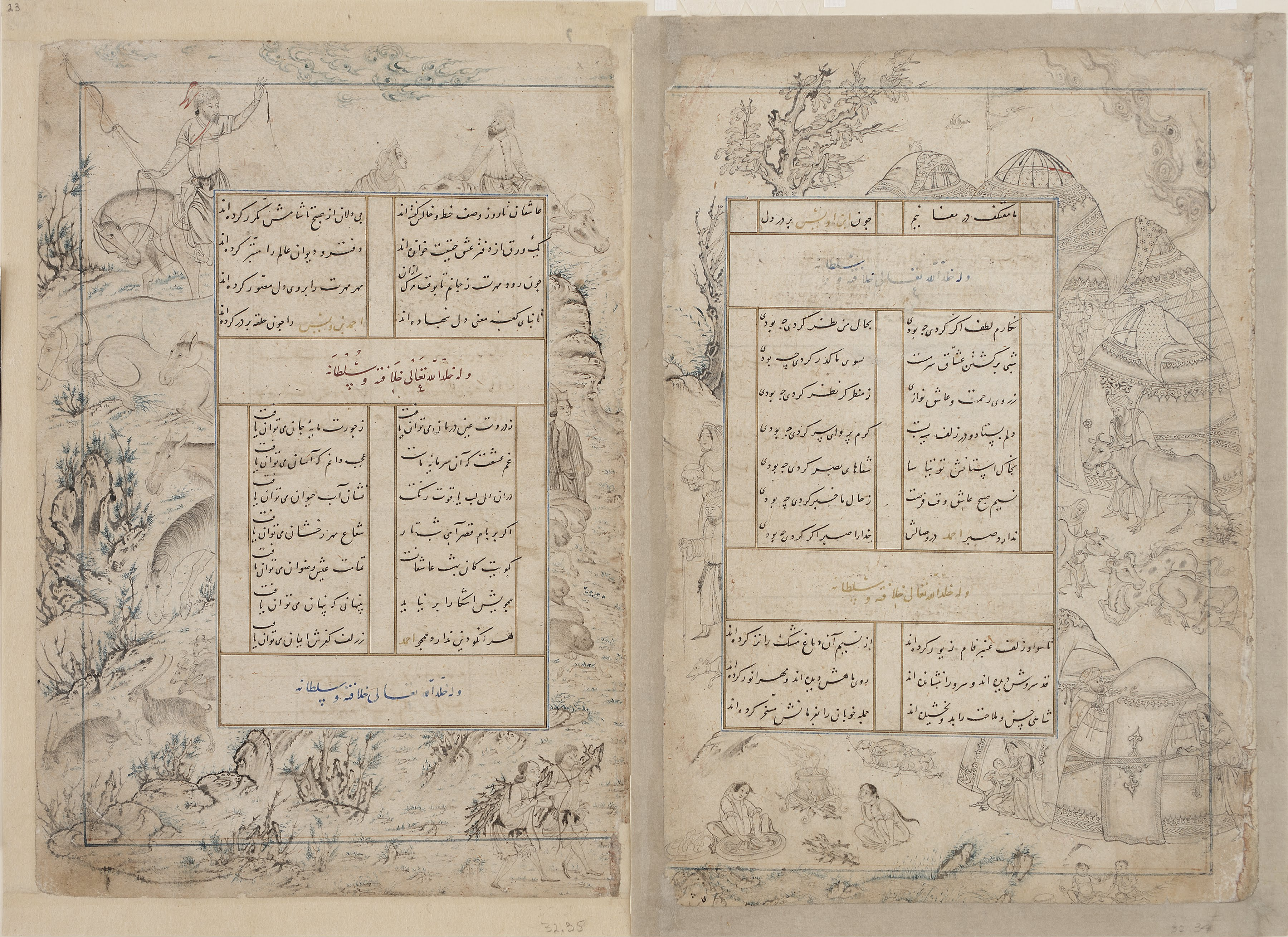
صفحه‌ای از دیوان شعر سلطان احمد با مینیاتورهای جنید بغدادی، نمونه‌ای شاخص از شعر عصر ایلکانی و نگارگری مکتب بغداد-تبریز. سلطان اویس جلایر و فرزندانش از جمله سلطان احمد در شاعری، شاگرد سلمان ساوجی بودند و در دیگر هنرها از قبیل خوشنویسی، نگارگری و موسیقی نیز صاحب فن بودند.

زبان دیوانی و نیز زبان ارتباط جمعی قلمرو آل جلایر، مانند دیگر قلمروهای منشعب شده از دولت ایلخانی، فارسی بود و سلاطین آل جلایر، نامه‌های خویش را به فارسی می‌نگاشتند و دارای ملک الشعرای پارسی سرا مانند سلمان ساوجی بودند و خود نیز به به‌طور گسترده، به فارسی شعر می‌سرودند، چنان‌که از سلطان احمد ایلکانی، دیوان شعری به شیوه سلمان و حافظ برجامانده‌است. فارسی نگاری در حوزه آثار علمی که پیش از آن از دوره ایلخانی و با سقوط خلافت، آغاز و جایگزین عربی نگاری شده بود، با حمایت‌های سلاطین جلایری، پیشرفت بسیار کرد و کتب منطق، فلسفه، تراجم، قصص، تصوف و مخصوصاً تاریخ، به فارسی نگاشته می‌شد. نیز به سبب حضور سپاهیان ترک‌زبان ایلکانی، زبان ترکی نیز در این دوره در عراق عرب رواج یافت. آل جلایر در حوزه مذهبی گرایش‌های شیعی بی‌چون و چرایی از خود نشان دادند، چنانکه از انتخاب نام‌های علی، حسن و حسین هویداست. یک اشاره صریحتر در این زمینه می‌تواند وصیت شیخ حسن بزرگ باشد که در هنگام مرگ سفارش کرد تا در نجف اشرف به خاک سپرده شود. به‌علاوه چون جلایریان از دست نشانده‌گان ایلخانان مغول بودند و امرای مغول حداقل بعد از سلطان محمد خدابنده (۱۳۱۲_۱۳۰۲ م، قبر در بقعه سلطانیه زنجان) از مذهب بودائی به شیعه مذهب گرویده بودند، طبیعی است که آل‌جلایر و خلف آنها یعنی قره‌قوینلوها نیز شیعه مذهب بوده‌باشند. مع‌الوصف توجیهی برای عدم وجود اشارات و قواعد شیعی بر روی مسکوکات آل جلایر وجود ندارد، مگر آنکه قبول کنیم گرایش سلاطین این سلسله به تشیع، ضرورتاً شکل نمایشی و گرایش اتباع آنان را به این مذهب را در پی نداشته‌است.

## ضرب سکه
نظام پولی حکومت جلایریان براساس دینارِ طلا و درهم نقره بود و به سبب اوضاع سیاسی و اقتصادی، در شهرهای داخل و خارج عراق سکه‌های گوناگونی از نظر شکل و حجم و عیار، ضرب می‌شد. به سبب اختلاف ارزشی سکه‌های ضرب شده، مبادلات اقتصادی و تجاری بین شهرهای عراق و نیز بین بغداد و تبریز، آسان نبود، به‌طوری که گاه ارزش یک درهم در ابتدای حکومت یک سلطان به شدت افزایش و در پایان حکومت او بسیار کاهش می‌یافت.در حکومت جلایریان در بسیاری از شهرها درهم ضرب می‌شد، که نشان‌دهنده میزان نفوذ آنان است. این شهرها عبارت بودند از بغداد، بصره، حله، واسط، تبریز، آمل، ارزروم، اردبیل، اران، موصل، هویزه، شروان، عمادیه، باکو، مراغه و اربیل.

## فرمانروایان آل جلایر
اسامی فرمانروایان این دودمان به این ترتیب هستند:
- شیخ حسن بزرگ (۷۳۶ ق/۱۳۳۶م - ۷۵۷ ق/۱۳۵۶م)
- سلطان اویس جلایر (۷۵۷ ق/۱۳۵۶م - ۷۷۶ ق/۱۳۷۴م)
  - حسن (۷۷۶ ق/۱۳۷۴م)، وی با توطئه امیران رده بالا به قتل رسید و جانشینی به برادرش حسین رسید.[۱۵]
- سلطان حسن جلایر (۱۳۷۴م)
- سلطان حسین جلایر (۷۷۶ ق/۱۳۷۴م - ۷۸۴ ق/۱۳۸۲م)
- شیخ بایزید جلایر
- سلطان احمد جلایر (۷۸۴ ق/۱۳۸۲م - ۸۱۳ ق/۱۴۱۰م)
- شاه ولد
- سلطان محمود
- سلطان اویس دوم
- سلطان محمد
- محمود دوم
- سلطان حسین دوم